# 金斯堡 (科罗拉多州)
金斯堡（英語：Keenesburg），是美国科罗拉多州韦尔德县下属的一座城市。建市于1919年6月4日，面积大约为2.265平方英里（5.867平方公里）。根据2010年美国人口普查，该市有人口1,127人。2011年估计该市有人口1,154人，相比2010年人口增长率为2.40%。同时，论人口该市是科罗拉多州第137大城市。